# Amerikaskjulet

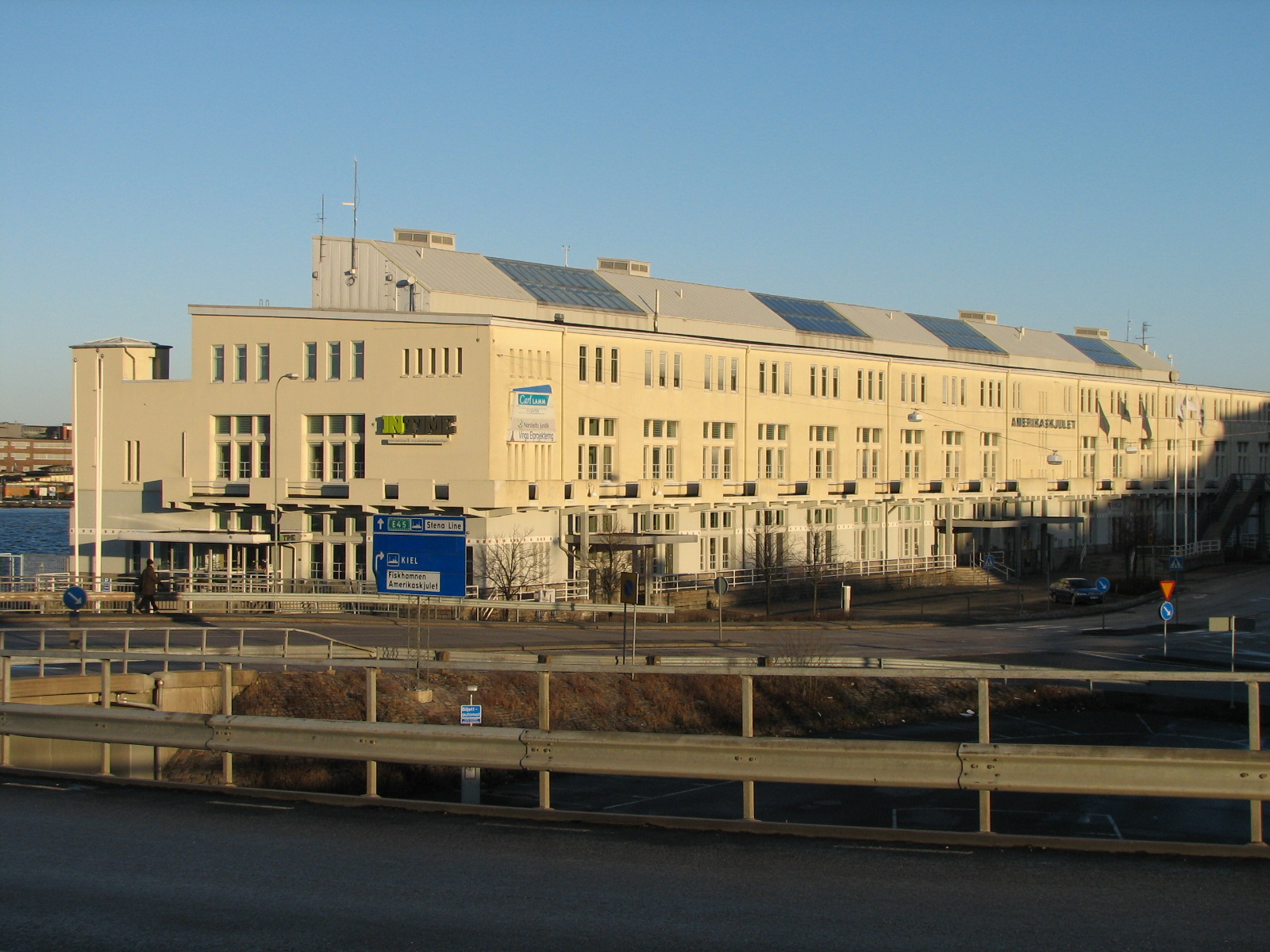
Amerikaskjulet från sydväst, Göta älv skymtar på andra sidan huset.

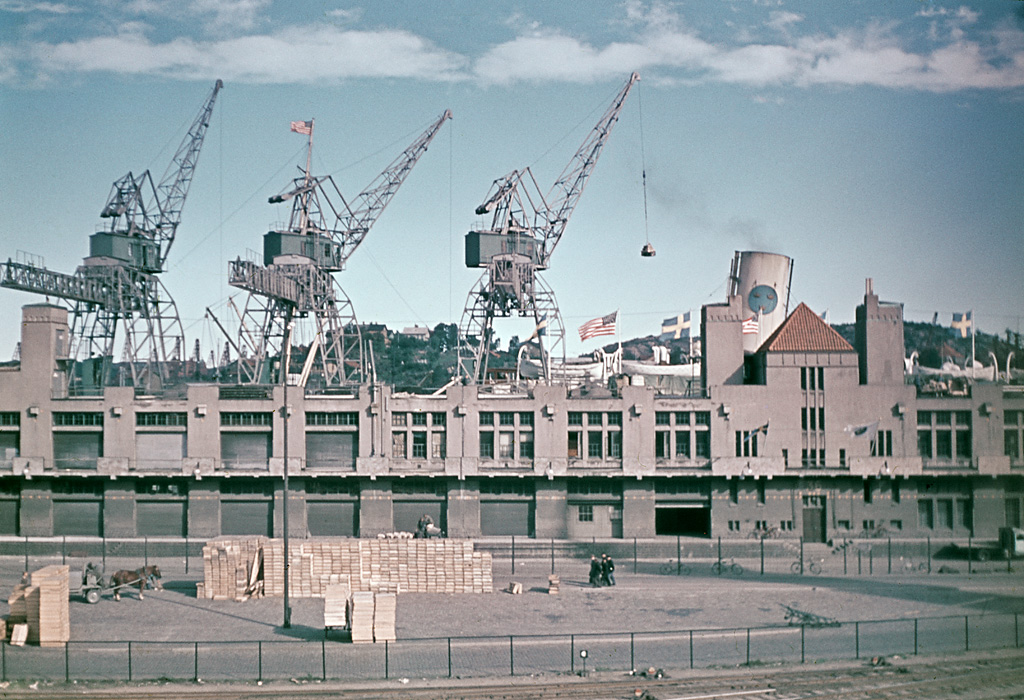
Amerikaskjulet 1944.

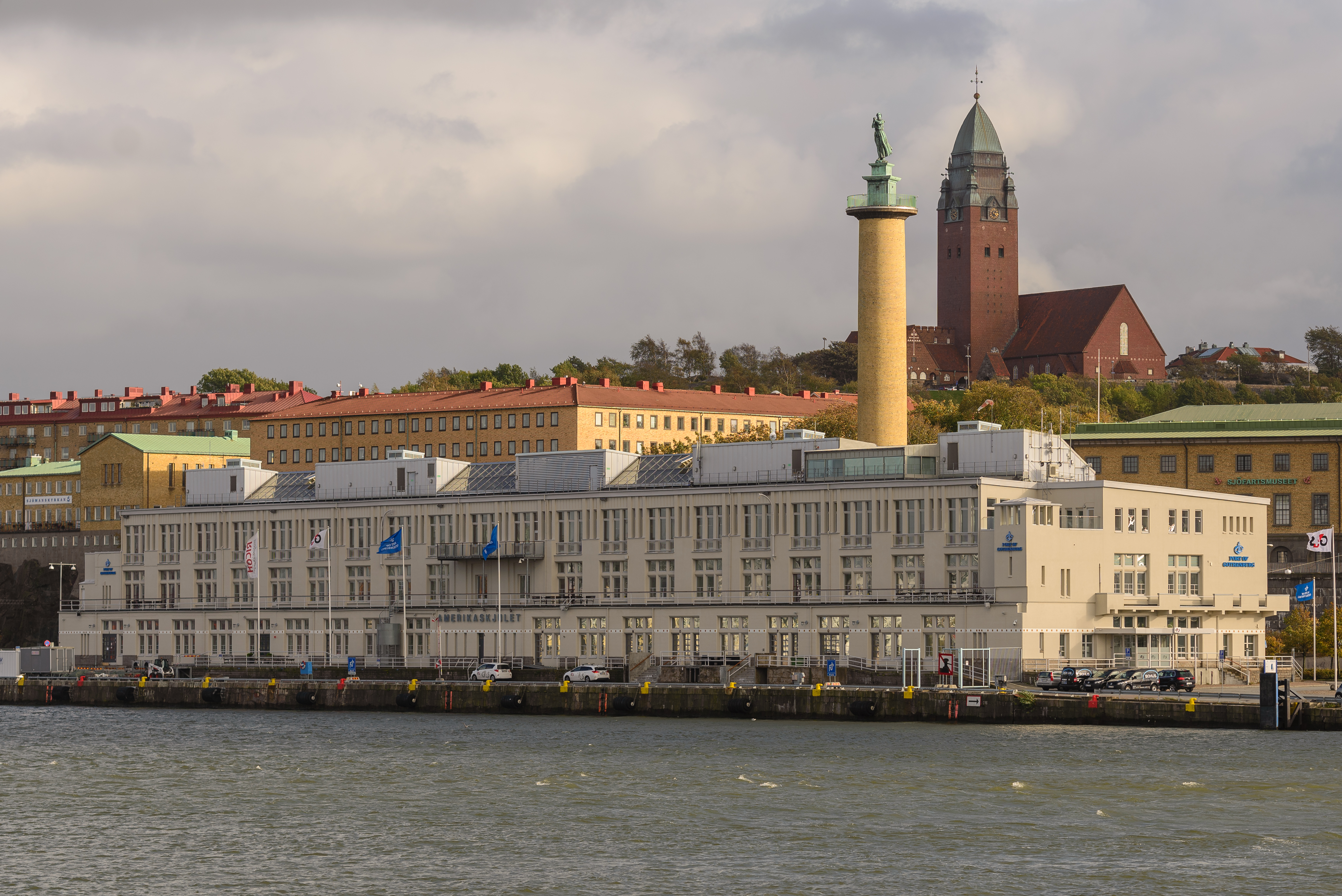
Amerikaskjulet sett från älven.

Amerikaskjulet, ursprungligen Upplagsmagasinet, är en terminalbyggnad vid Stigbergskajen som uppfördes under åren 1910-1911 i Göteborgs hamn. Här kunde den Svenska Amerika Liniens atlantångare lägga till vid Kajplats 36 (som var reserverad för SAL:s fartyg), eftersom detta var hamnens första djupvattenkaj (8 meters djup). Amerikaskjulet var färdigt den 25 april 1912 och kallades även Betongskjulet eftersom de andra byggnaderna vid Stigbergskajen var av trä och plåt. Arkitekter för Amerikaskjulet var Hans Hedlund och Björner Hedlund. Huset byggdes på 1959 (arkitekt Nernst Hanson).
Husets sockel är av granit och fasaderna är putsade. Bottenvåningen har gula, glaserade rutor i ett genomgående band. Det ena av hörntornen och några äldre exteriördetaljer är bevarade. En låg lastbrygga finns i bottenplanet och plan två har långa balkonger, mot land och mot älven. Amerikaskjulet ingår i kommunens Bevaringsprogram 1987, såsom varande "ett intressant minnesmärke från "Amerikabåtarnas" tid och har också byggnadshistoriskt värde."
Efter att SAL upphört med sin trafik 1975 har många andra verksamheter inhysts i huset; bland annat bunkerbåten "Veritas III" levererade dricksvatten till fartyg, och färjerederiet Fast Ferries hade här sin terminal. Under 1990-talet blev byggnaden åter en terminal, denna gång åt Seacat-linjen som hade en färjelinje till Fredrikshamn med snabbgående katamaraner. Amerikaskjulet fungerar nu i mindre omfattning som terminal för kryssningsfartyg. Huvuddelen av lokalerna används som kontor. Byggnaden ägs av Göteborgs Hamn, som sedan våren 2011 har sitt huvudkontor på översta våningen i byggnaden.
Direkt väster om "skjulet", den 5 mars 1916, klockan åtta på morgonen rasade Stigbergskajen på en 110 meter lång och 35 meter bred sträcka. Mellan sju- och åttatusen kubikmeter lera gled och rasade ut i vattnet. En kant bildades mot vattnet som var upp till åtta meter hög.